# Lac de Chedde
Le lac de Chedde  ou lac de Chède  est un lac maintenant disparu, qui fut fameux auprès des premiers touristes faisant la route depuis Genève vers Chamonix. Peint ou gravé par de multiples spécialistes des paysages de montagne, et encensé par les poètes ou écrivains tels que Victor Hugo ou Horace Bénédict de Saussure. Il disparaît sous un glissement de terrain en 1837 ou sous une lave du torrent qui l’alimentait, le Nant Bordon. 

## Description
La description du lac de Chede [sic] donnée en 1805 dans le Voyage pittoresque aux glaciers de Chamouni évoque un précédent glissement de terrain survenu en 1751:

« Les environs de ce joli bassin sont couverts des débris d'une haute montagne qui s'éboula, en 1751, avec un tel fracas et une poussière si noire et si épaisse, que les habitants du voisinage se crurent à la fin du monde, et que leur imagination épouvantée leur faisoit déjà voir la flamme d'un volcan prêt à les engloutir. »

## Peintures et gravures
Le lac a été représenté en peinture, gravure ou estampes par
- Samuel Birmann
- Jean-Antoine Linck
- Johann Jakob Biedermann

Gabriel Lory, père

- Jean-François Albanis Beaumont
- Emile Froment
- Marc-Théodore Bourrit

- Dessin de Gabriel Lory, père[2]